# Tramwaje w Genewie
Tramwaje w Genewie – system tramwajowy działający w szwajcarskim mieście Genewa.

## Historia
Tramwaje w Genewie uruchomiono 19 czerwca 1862. Uruchomione tramwaje konne kursowały na trasie pomiędzy Place Neuve a Rondeau de Carouge, szerokość toru wynosiła 1435 mm. Kolejną linię otwarto 12 września 1864, otwarta linia była zarządzana przez inną firmę. Nowa linia połączyła Rive z Chêne Bougeries. W 1876 powstała jedna spółka Compagnie des Tramways de Genève, która zarządzała obiema liniami. W kolejnych latach wybudowano kilka nowych linii. Rosnące potrzeby przewozowe wymusiły szukania innego rozwiązania transportowego niż tramwaje konne, dlatego w 1877 uruchomiono pierwszy w Szwajcarii tramwaj parowy. W 1891 sieć tramwajów parowych osiągnęła długość 73 km.
1 maja 1896 uruchomiono pierwszą linię tramwaju elektrycznego w Genewie. W 1889 powstała spółka Compagnie Genevoise des Tramways Electriques (CGTE), która wykupiła dwie spółki tramwajowe. Zarządzała wtedy 20 km sieci tramwajowej normalnotorowej oraz 76 km sieci wąskotorowej. W 1925 było 118 km tras tramwajowych. Maksymalna długość sieci wynosiła 120 kmPod koniec lat 20. XX w. rozpoczęto zastępowanie linii tramwajowych autobusowymi. W 1938 zlikwidowano 4 linie tramwajowe. W latach 1941–1948 przywrócono do eksploatacji trzy linie o numerach 5, 6 i 8. W wyniku ciągłych likwidacji kolejnych linii w 1969 pozostała tylko jedna, o numerze 12 (długości 9 km).
W 1995 otwarto nową linię nr 13, a w 1998 linię nr 16. Kolejną linię otwarto w grudniu 2003, było to przedłużenie istniejącej linii z Cornavin do Nations. 30 kwietnia 2011 otwarto odcinek o długości 2,5 km z Jardin-Alpin-Vivarium do CERN. Na oddanym do eksploatacji odcinku znajduje się 5 przystanków. Do nowej końcówki kursuje linia nr 18. 10 grudnia 2011 otwarto linię tramwajową o długości 6,5 km na trasie: Cornavin – Onex – Bernex. Na trasie znajduje się 13 przystanków. Linię do Bernex rozpoczęto budować w 2008, a budowa pochłonęła 320 mln CHF. Tramwaje do Bernex dotarły po 51 latach przerwy. Planowana jest dalsza rozbudowa sieci tramwajowej także do miejscowości położonych na terenie Francji.

## Linie

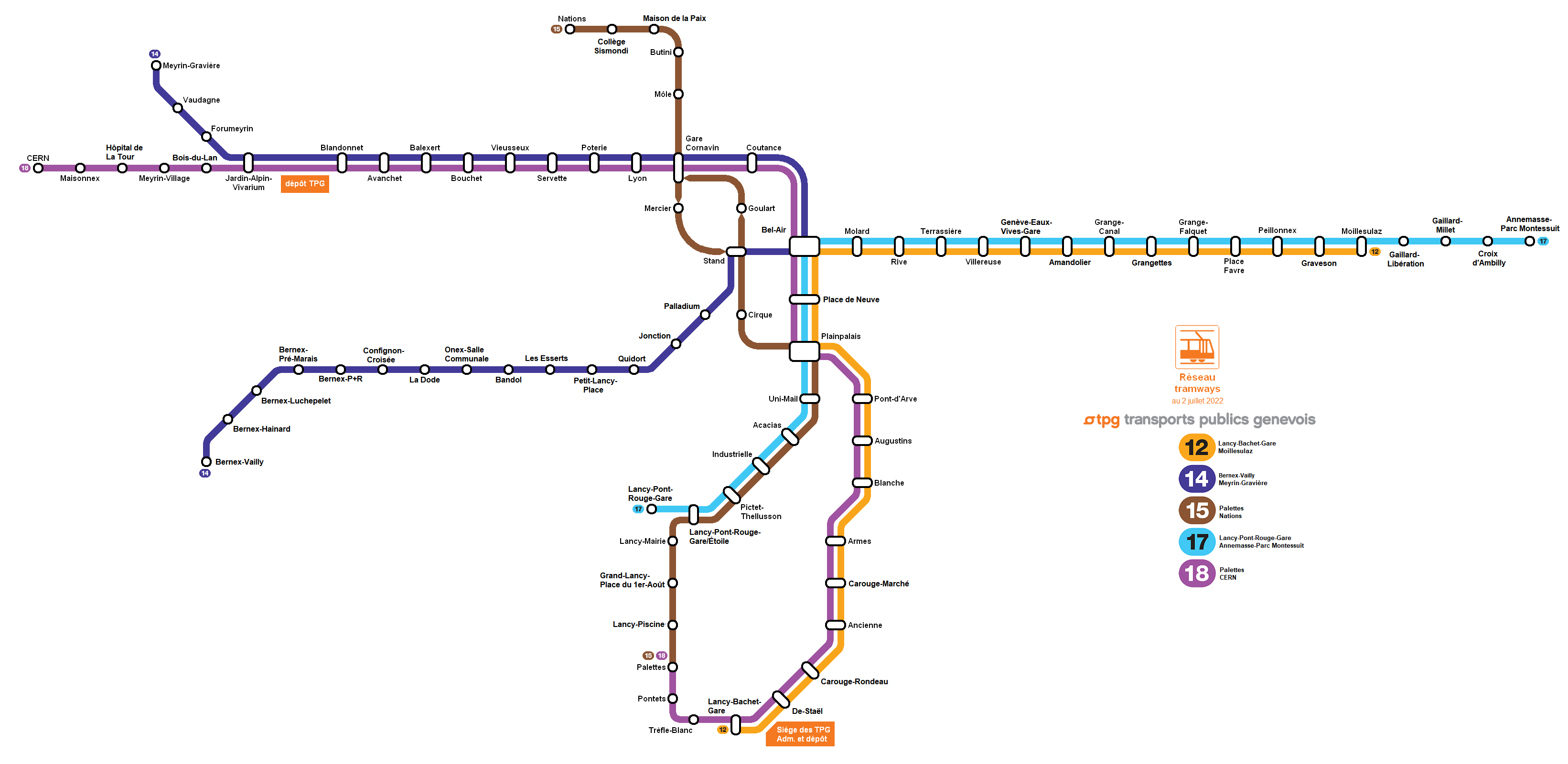
Schemat linii tramwajowych w Genewie

Linie funkcjonujące do grudnia 2011:
- 12: Palettes – Bachet-de-Pesay – Moillesulaz
- 13: Palettes – Nations via Carouge
- 14: Bachet-de-Pesay – Meyrin-Gravière
- 15: Palettes – Nations via Acacias
- 16: Meyrin-Gravière – Moillesulaz
- 17: Lancy-Pont-Rouge – Moillesulaz
- 18: Coutance – CERN

Po otwarciu linii tramwajowej do Bernex zreorganizowano układ linii w mieście:
- 12: Palettes – Moillesulaz
- 14: P+R Bernex – Meyrin-Gravière/CERN
- 15: Palettes – Nations

Od 15 grudnia 2019 roku:
- 12 Moillesulaz - Lancy-Bachet-Gare - Palettes (co drugi kurs)
- 14 P+R Bernex - Meyrin-Gravière
- 15 Palettes - Nations
- 17 Lancy-Pont-Rouge-Gare - Annemasse-Parc Montessuit
- 18 Lancy-Bachet-Gare - CERN

## Tabor
W 1885 r. w Genewie było 8 lokomotyw parowych i około 90 wagonów. W 1896 do obsługi linii tramwaju elektrycznego posiadano 16 wagonów Ce 2/2 oznaczono je numerami od 104 do 119. W latach 1921–1922 w Genewie było 145 wagonów tramwajowych. W latach 1987–1989 zakupiono Be4/6 oraz Be4/8. W 2003 po Genewie kursowały wypożyczone z Łodzi dwa tramwaje Cityrunner. Od 2004 do Genewy były dostarczane tramwaje Bombardier Flexity. Łącznie dostarczono 39 tramwajów. 15 kwietnia 2010 podpisano umowę na dostawę 32 tramwajów Stadler Tango. Pierwszy z nich ma dotrzeć do Genewy wiosną 2011, a ostatnie w 2014 r. Nowe tramwaje będą dwukierunkowe, pięcioczłonowe o długości 44 m.
W eksploatacji jest 85 tramwajów:
- Be4/6 24 sztuki
- Be4/8 22 sztuki
- Bombardier FLEXITY 39 sztuk